# Zurmaiener Straße
Die Zurmaiener Straße ist eine Straße in Trier im Stadtteil Nord. Sie verläuft, größtenteils als vierspurig ausgebaute B 49, zwischen Georg-Schmitt-Platz und dem Verteilerkreis am Nells Park. Damit ist sie eine der längsten Straßen Triers.
Im südlichen Teil spaltete sie sich ab den 1960er Jahren in die Zurmaiener Straße und die Neue Zurmaiener Straße; dabei sollte letztere als neue Umgehungsstraße die Zurmaiener Straße entlasten, als die Straße nun als Zubringer zur A602 diente. Die Neue Zurmaiener Straße wurde im Jahr 2002 nach der Trierer Partnerstadt Ascoli Piceno benannt.
Der Name der Zurmaiener Straße leitet sich vom alten Wohnplatz Zurmaien ab, dessen Name aus den lateinischen ad sanctum Remigium entstand und später als zu Remeien  eingedeutscht wurde.
In der Straße befinden sich mehrere Kulturdenkmäler, darunter auch das Exzellenzhaus. In unmittelbarer Nähe zur Straße liegt auch das denkmalgeschützte Zurlaubener Ufer.
Die nördliche Teil Straße ist durch Gewerbe geprägt. So befindet sich hier unter anderem ein größerer Supermarkt mit vorgelagerter Ladenzeile mit Apotheke, Frisör, Optiker sowie Läden mit unterschiedlichem Sortiment (Nr. 160–168). Weitere unterschiedliche Läden und ein Burger-King- sowie ein McDonald’s-Restaurant. Zudem befindet sich an der Straße die Trierer Jugendherberge.